# Marc Fernández
Marc Fernández Usón (ur. 23 lipca 1987 w El Masnou) – hiszpański koszykarz, narodowości katalońskiej, obecnie zawodnik Power Electronicsu Valencia. Wychowanek FC Barcelony. Gra na pozycji niskiego skrzydłowego lub rzucającego obrońcy.

## Kluby
- FC Barcelona (Junior)
- WTC Cornellá (LEB-2): 2005–2007
- FC Barcelona (ACB): 2006–2007
- ViveMenorca (ACB i LEB Oro): 2007–2010
- Power Electronics Valencia (ACB): 2010-